# Tournoi des Cinq Nations 1992
Navigation
Tournoi 1991 Tournoi 1993
Le Tournoi des Cinq Nations 1992 connaît un excellent parcours de l'Angleterre qui domine le Tournoi, tant sur le plan défensif qu'offensif et remporte son dixième Grand Chelem après l'avoir remporté également dans l'édition précédente. L'Irlande quant à elle obtient la Cuillère de bois.

## Classement
LÉGENDE
J matches joués, V victoires, N matches nuls, D défaites
PP points pour, PC points contre, Δ différence PP-PC
Pts points de classement
T Tenante du titre.
| Rang | Nation         | J | V | N | D | PP  | PC  | Pts |
| ---- | -------------- | - | - | - | - | --- | --- | --- |
| 1    | Angleterre (T) | 4 | 4 | 0 | 0 | 118 | 29  | 8   |
| 2    | France         | 4 | 2 | 0 | 2 | 75  | 62  | 4   |
| 2    | Écosse         | 4 | 2 | 0 | 2 | 47  | 56  | 4   |
| 2    | Pays de Galles | 4 | 2 | 0 | 2 | 40  | 63  | 4   |
| 5    | Irlande        | 4 | 0 | 0 | 4 | 46  | 116 | 0   |

Note : l'essai vaut 4 points et la transformation 2 points.

## Résultats
- Première journée (18 janvier 1992)

| Dublin (Lansdowne Road) | Irlande | 15 – 16 | Pays de Galles |
| Édimbourg (Murrayfield) | Écosse  | 7 – 25  | Angleterre     |

- Deuxième journée (1er février 1992)

| Cardiff (Arms Park   | Pays de Galles | 9 – 12 | France  |
| Londres (Twickenham) | Angleterre     | 38 – 9 | Irlande |

- Troisième journée (15 février 1992)

| Paris (Parc des Princes) | France  | 13 – 31 | Angleterre |
| Dublin (Lansdowne Road)  | Irlande | 10 – 18 | Écosse     |

- Quatrième journée (7 mars 1992)

| Édimbourg (Murrayfield) | Écosse     | 10 – 6 | France         |
| Londres (Twickenham)    | Angleterre | 24 – 0 | Pays de Galles |

- Cinquième journée (21 mars 1992)

| Paris (Parc des Princes) | France         | 44 – 12 | Irlande |
| Cardiff (Arms Park)      | Pays de Galles | 15 – 12 | Écosse  |

## Les matches

### Première journée
| 18 janvier 1992 | Irlande                                                              | 15–16 (9–6) | Pays de Galles                                                 | Lansdowne Road, Dublin Arbitre : Fred Howard |
| 18 janvier 1992 | Essai(s) : Wallace Transformation(s) : Keyes Pénalité(s) : Keyes (3) |             | Essai(s) : Davies Pénalité(s) : Jenkins (3) Drop(s) : Stephens | Lansdowne Road, Dublin Arbitre : Fred Howard |
| 18 janvier 1992 |                                                                      |             |                                                                | Lansdowne Road, Dublin Arbitre : Fred Howard |

| 18 janvier 1992 | Écosse                                     | 7–25 (7–10) | Angleterre                                                                                          | Murrayfield Stadium, Édimbourg Arbitre : Derek Bevan |
| 18 janvier 1992 | Essai(s) : White Pénalité(s) : G. Hastings |             | Essai(s) : 2 Morris, Underwood Transformation(s) : 1/2Webb Pénalité(s) : Webb (4) Drop(s) : Guscott | Murrayfield Stadium, Édimbourg Arbitre : Derek Bevan |
| 18 janvier 1992 |                                            |             | | Murrayfield Stadium, Édimbourg Arbitre : Derek Bevan |

### Deuxième journée
| 1er février 1992 | Angleterre | 38–9 (24–9) | Irlande                                                        | Twickenham, Londres Arbitre : Derek Bevan |
| 1er février 1992 | Essai(s) : 6 Guscott, Halliday, Morris, Underwood, Webb (2) Transformation(s) : 4/6 Webb Pénalité(s) : Webb (2) |             | Essai(s) : Keyes Transformation(s) : Keyes Pénalité(s) : Keyes | Twickenham, Londres Arbitre : Derek Bevan |
| 1er février 1992 | |             |                                                                | Twickenham, Londres Arbitre : Derek Bevan |

| 1er février 1992 | Pays de Galles            | 9–12 (0–12) | France                                                                                 | Arm's Park, Cardiff 60 000 spectateurs Arbitre : Owen Doyle |
| 1er février 1992 | Pénalité(s) : Jenkins (3) |             | Essai(s) : Saint-André Transformation(s) : Lafond Pénalité(s) : Viars Drop(s) : Penaud | Arm's Park, Cardiff 60 000 spectateurs Arbitre : Owen Doyle |
| 1er février 1992 |                           |             |                                                                                        | Arm's Park, Cardiff 60 000 spectateurs Arbitre : Owen Doyle |

### Troisième journée
| 15 février 1992 | France | 13–31 (4–15) | Angleterre                                                                                                  | Parc des Princes, Paris 45 150 spectateurs Arbitre : Stephen Hilditch |
| 15 février 1992 | Essai(s) : Penaud, Viars Transformation(s) : 1/2 Viars Pénalité(s) : Viars Carton(s) rouge(s) : Lascubé, Moscato |              | Essai(s) : 4 Morris, Underwood, Webb, Essai de pénalité Transformation(s) : 3/4 Webb Pénalité(s) : Webb (3) | Parc des Princes, Paris 45 150 spectateurs Arbitre : Stephen Hilditch |
| 15 février 1992 | |              | | Parc des Princes, Paris 45 150 spectateurs Arbitre : Stephen Hilditch |

| 15 février 1992 | Irlande                                    | 10–18 (3–9) | Écosse                                                                                      | Lansdowne Road, Dublin Arbitre : Tony Spreadbury |
| 15 février 1992 | Essai(s) : Wallace Pénalité(s) : Keyes (2) |             | Essai(s) : Nicol, Stanger Transformation(s) : 2/2 G. Hastings Pénalité(s) : G. Hastings (2) | Lansdowne Road, Dublin Arbitre : Tony Spreadbury |
| 15 février 1992 |                                            |             |                                                                                             | Lansdowne Road, Dublin Arbitre : Tony Spreadbury |

### Quatrième journée
| 7 mars 1992 | Angleterre                                                                                       | 24–0 (15–0) | Pays de Galles | Twickenham, Londres Arbitre : Ray Megson |
| 7 mars 1992 | Essai(s) : 3 Carling, Dooley, Mickey Skinner Transformation(s) : 3/3 Webb Pénalité(s) : Webb (2) |             |                | Twickenham, Londres Arbitre : Ray Megson |
| 7 mars 1992 |                                                                                                  |             |                | Twickenham, Londres Arbitre : Ray Megson |

| 7 mars 1992 | Écosse                                           | 10–6 (4–3) | France                   | Murrayfield Stadium, Édimbourg 54 000 spectateurs Arbitre : Freek Burger |
| 7 mars 1992 | Essai(s) : Edwards Pénalité(s) : G. Hastings (2) |            | Pénalité(s) : Lafond (2) | Murrayfield Stadium, Édimbourg 54 000 spectateurs Arbitre : Freek Burger |
| 7 mars 1992 |                                                  |            |                          | Murrayfield Stadium, Édimbourg 54 000 spectateurs Arbitre : Freek Burger |

### Cinquième journée
| 21 mars 1992 | France | 44–12 (18–6) | Irlande                    | Parc des Princes, Paris 49 317 spectateurs Arbitre : Freek Burger |
| 21 mars 1992 | Essai(s) : 7 Cabannes, Cécillon, Penaud (2), Sadourny, Viars (2) Transformation(s) : 5/7 Viars Pénalité(s) : Viars (2) |              | Pénalité(s) : McAleese (4) | Parc des Princes, Paris 49 317 spectateurs Arbitre : Freek Burger |
| 21 mars 1992 | |              |                            | Parc des Princes, Paris 49 317 spectateurs Arbitre : Freek Burger |

| 21 mars 1992 | Pays de Galles                                                           | 15–12 (9–6) | Écosse                                                       | Arm's Park, Cardiff Arbitre : Marc Desclaux |
| 21 mars 1992 | Essai(s) : Webster Transformation(s) : Jenkins Pénalité(s) : Jenkins (3) |             | Pénalité(s) : 3 Chalmers (2), G. Hastings Drop(s) : Chalmers | Arm's Park, Cardiff Arbitre : Marc Desclaux |
| 21 mars 1992 |                                                                          |             |                                                              | Arm's Park, Cardiff Arbitre : Marc Desclaux |

## Statistiques

### Meilleurs joueurs
Les meilleurs joueurs en termes de points et d'essais marqués sont :
- Meilleur marqueur de points

Jonathan Webb  Angleterre 67 points (3 essais, 11 transformations, 11 buts de pénalité)
- Meilleurs marqueurs d'essais

Dewi Morris, Rory Underwood, Jonathan Webb  Angleterre ; Alain Penaud, Sébastien Viars  France,
tous les cinq 3 essais.